# Grotte du Déroc
La grotte du Déroc est une grotte ornée située en France sur la commune de Vallon-Pont-d'Arc, dans le département de l'Ardèche en région Auvergne-Rhône-Alpes.

## Spéléométrie
Le développement de la cavité est de 1 410 m.

## Géologie
La cavité s'ouvre dans les calcaires crétacés.

## Classement
Elle fait l’objet d'une inscription au titre des monuments historiques depuis le 25 août 1995 et le 30 juin 1997.

## Description

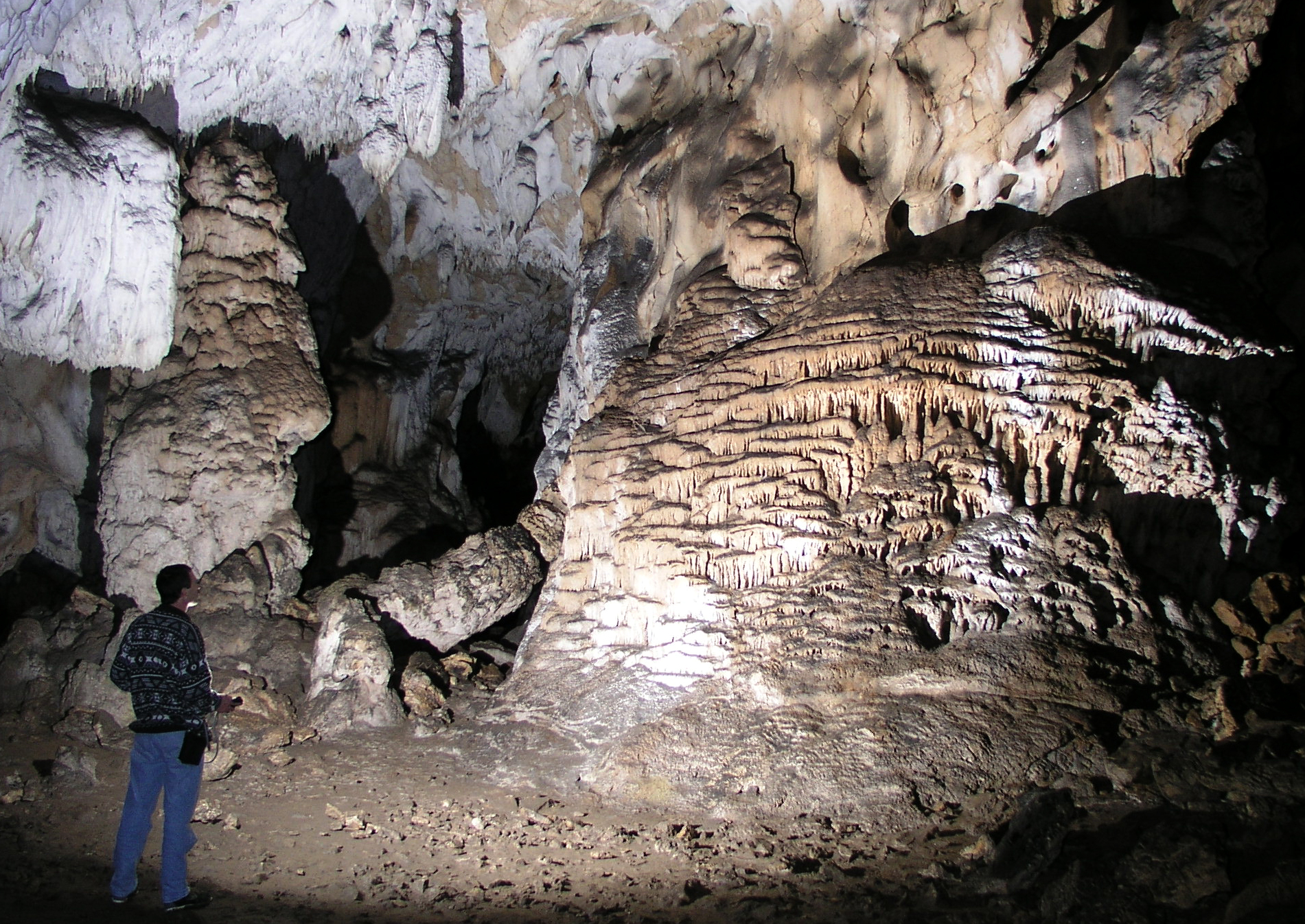
Grotte du Déroc.
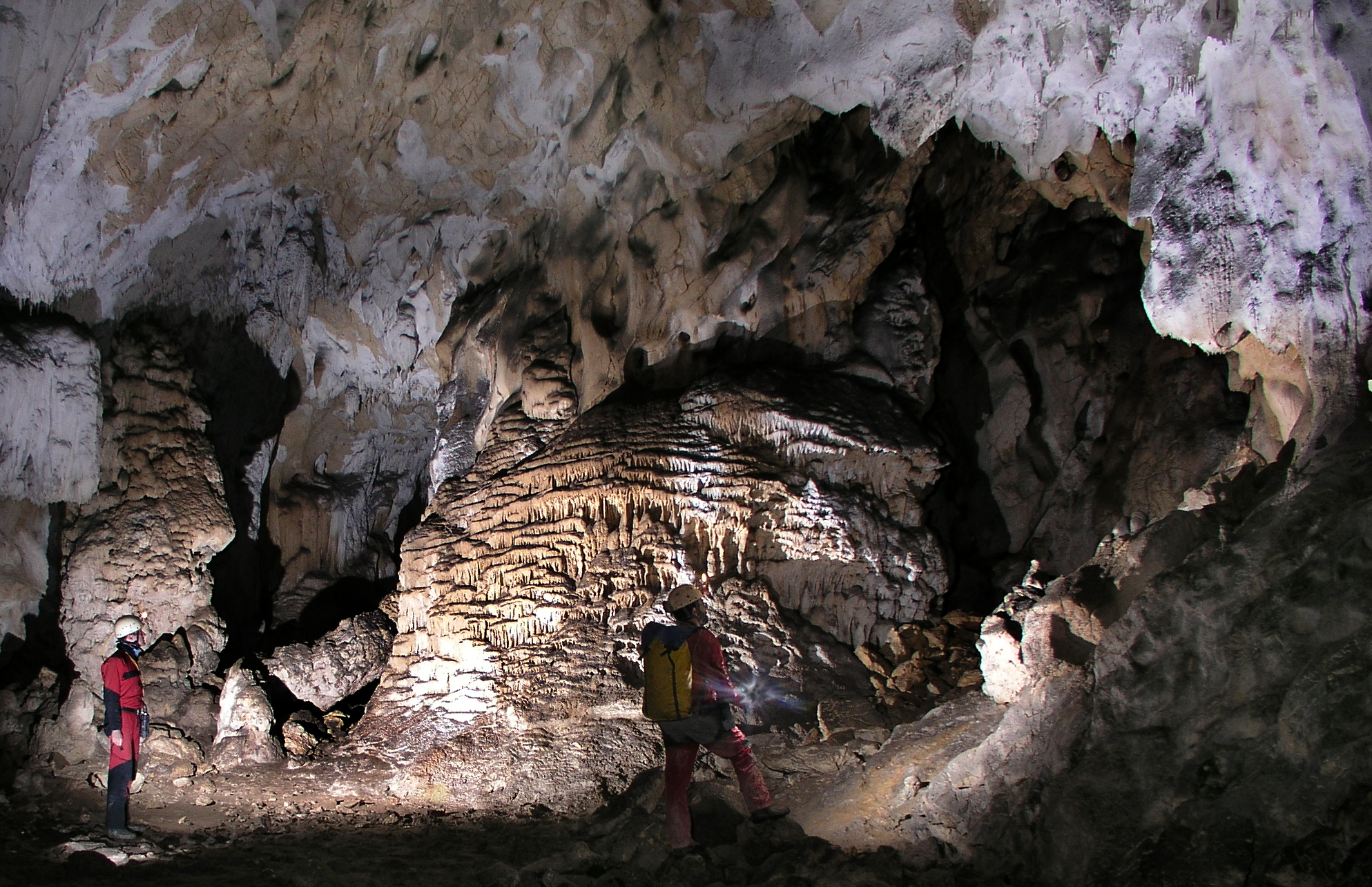
Grotte du Déroc.
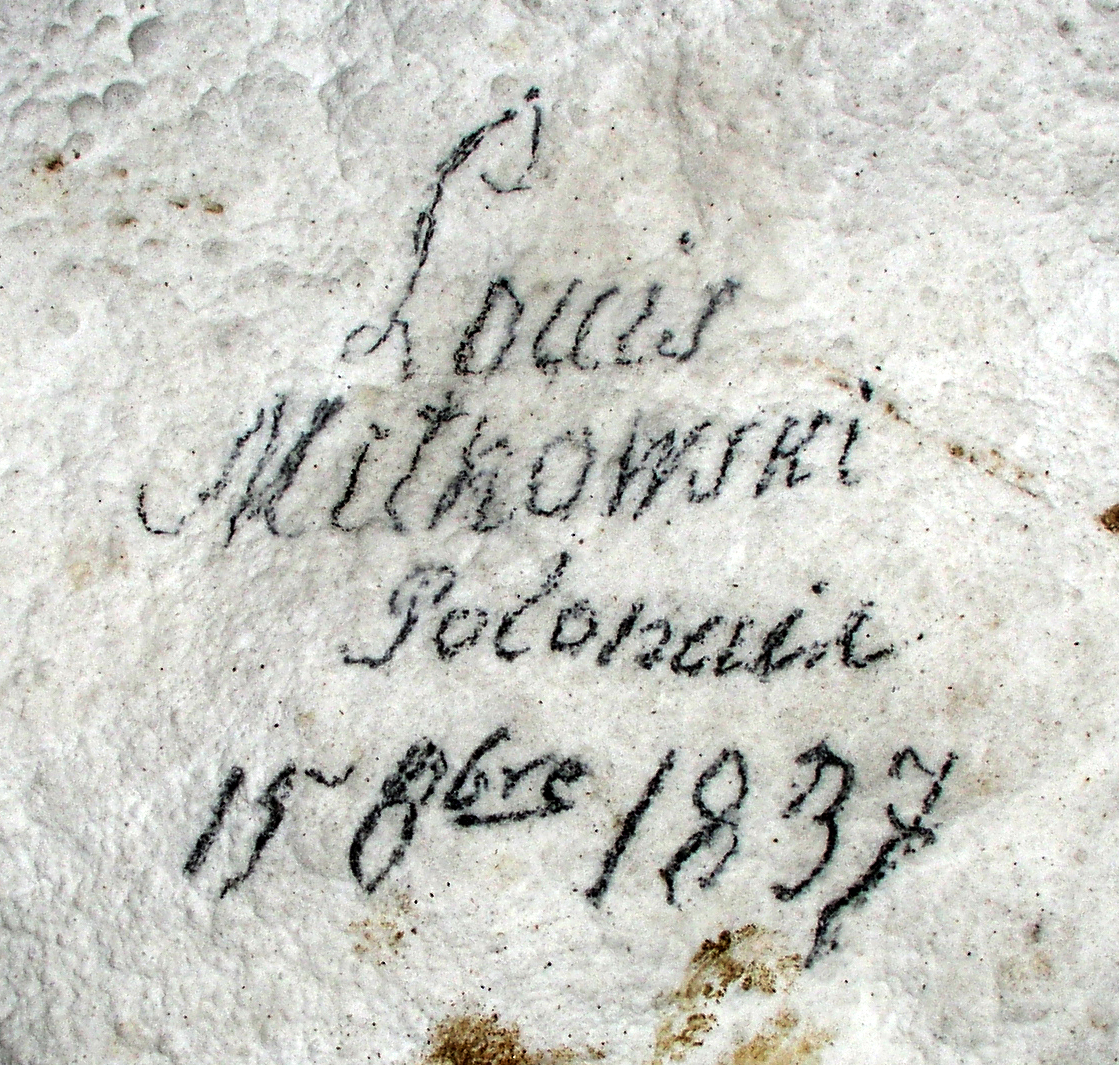
Graffiti ancien de la grotte du Déroc.
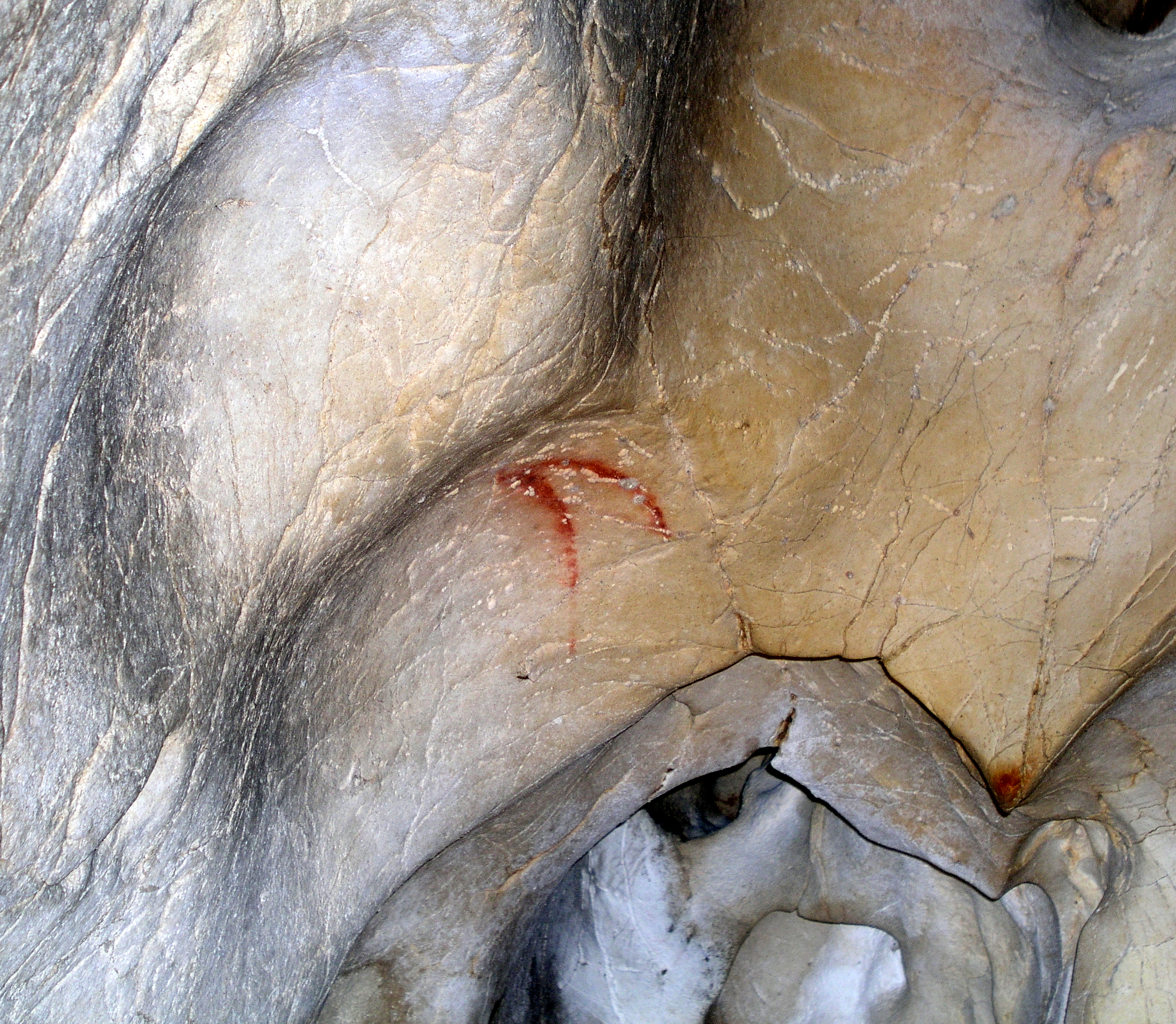
Dessin préhistorique de la grotte du Déroc.

## Protection
La grotte du Déroc est inscrite au titre des Monuments historiques depuis le 15 mai 2017.